# Juan Batlle Planas
Juan Batlle Planas, né le 3 mars 1911 à Torroella de Montgrí (Province de Gérone en Espagne) et mort le 8 octobre 1966 à Buenos Aires (Argentine), est un artiste peintre argentin d'origine espagnole appartenant à l'école surréaliste, qui s'est tourné vers le néo-romantisme dans ses dernières années, adoptant un style non figuratif au contenu essentiellement symbolique,.
Il est le père du réalisateur Juan Batlle Planas (fils).

## Biographie
Juan Batlle Planas a immigré en Argentine avec sa famille à l'âge de deux ans, pour s'installer dans la ville de Buenos Aires. Il commence ses études secondaires en 1924 dans une école industrielle, où il s'oriente vers la mécanique et la teinture. C'est son oncle, le plasticien José Planas Casas, qui lui a donné le goût de l'art. En 1926, il étudie la gravure sur métal.
En 1936, il réalise sa première série intitulée « Radiografías paranoicas ». Dès lors, les expositions se succèdent avec des titres suggestifs tels que "Los Misterios", "La anatomía de una ciudad", "El ángel y el fuego", "Ley paranoica", "El Tíbet", "El alma", "La piedra", "El Ampurdán", "Imagen persistente de Yocasta", "Mensaje", "El Lama", "Ritmos energéticos", "Situaciones", etc. En 1959, une exposition de 106 de ses œuvres a été organisée au Musée national des beaux-arts de Buenos Aires et, l'année suivante, l'Académie nationale des beaux-arts d'Argentine lui a décerné le prix Palanza.
Pour développer son œuvre, Batlle Planas s'est inspiré de courants spirituels tels que la philosophie zen et la psychanalyse, mais aussi de l'orgonomie et de la poésie de Wilhelm Reich. Batlle Planas s'est particulièrement intéressé à la psychologie de la forme, matière qu'il a enseignée à partir de 1953. Entre 1946 et 1950, un type de figures féminines, appelées « Noicas », se distingue dans sa peinture.
En 1963, la municipalité de la ville de Buenos Aires a publié le dossier « El barrio de San Telmo », avec 12 gravures de Batlle Planas. Le Musée du dessin et de l'illustration les a exposées à plusieurs reprises, notamment au Musée Sívori de Buenos Aires.
Juan Batlle Planas était un supporter du Racing de Avellaneda. Aujourd'hui, il y a des rues à son nom dans les villes de Cordoba, de Buenos Aires et dans sa ville natale de Torroella de Montgrí.

## Œuvres exposées dans des lieux publics
- Peinture murale en céramique (1960), hall d'entrée du Teatro General San Martín, Sala Carlos Morel, Corrientes 1530, Buenos Aires.
- "El pueblo hebreo" (litt. « Le peuple hébreu ») (1945), mosaïque vénitienne, Sociedad Hebraica Argentina, Sarmiento 2233, Buenos Aires.
- "Éxodo" (1945), mosaïque vénitienne, Sociedad Hebraica Argentina, Sarmiento 2233, Buenos Aires.
- Voûte et logo mural de la galerie (1954), Galería Santa Fe, Avenida Santa Fe 1660, Buenos Aires[3].